# Алексиу, Александрос
Алекса́ндрос «Але́ксис» Але́ксиу (греч. Αλέξανδρος "Αλέξης" Αλεξίου, род. 8 сентября 1963, Греция) — греческий футболист, игравший на позиции защитника.
Выступал, в частности, за клубы «Олимпиакос» и ПАОК. Участник чемпионата мира 1994 года в составе национальной сборной Греции.

## Клубная карьера
В 1983 году дебютировал в профессиональном футболе за команду «Аполлон» (Каламария), в которой провёл три сезона, приняв участие в 70 матчах чемпионата.
Своей игрой за эту команду привлёк внимание представителей тренерского штаба клуба «Олимпиакос», к которому присоединился в 1986 году. Отыграл за клуб из Пирея следующие четыре сезона своей игровой карьеры. Большую часть времени, проведённого в составе «Олимпиакоса», был основным игроком защиты команды. За это время завоевал все домашние титулы: в первом же сезоне 1986/1987 был выигран чемпионат, следом — суперкубок в 1987 году, а в сезоне 1989/1990 в финале кубка со счётом 4:2 был обыгран ОФИ.
В 1990 году, в связи с проблемами с продлением контракта с «Олимпиакосом», перешёл в клуб ПАОК, за который отыграл 7 сезонов. Играя в составе ПАОКа, также в основном выходил на поле в основном составе команды. Завершил профессиональную карьеру футболиста в 1997 году.

## Карьера в сборной
5 сентября 1989 года дебютировал в официальных матчах в составе национальной сборной Греции в матче против Польши (0:3). В течение карьеры в национальной команде, длившейся 7 лет, провёл в форме главной команды страны всего 10 матчей.
В составе сборной был участником чемпионата мира 1994 года в США, где принял участие в одном матче — проигранной игре группового этапа против сборной Нигерии (0:2).

## Тренерская карьера
В течение своей карьеры возглавлял ряд клубов низших дивизионов, таких как «Ильюполис», «Ники Волос» и «Аполлон» Каламария. В 2008 году Алексис был главным тренером сборной Греции до 19 лет, которую вывел в заключительную фазу молодёжного чемпионата Европы. Кроме того, работал в футбольном клубе ПАОК

## Матчи за сборную
| №  | Дата             | Место                | Соперник          | Счёт | Турнир                       |
| 1  | 5 сентября 1989  | Варшава, Польша      | Польша            | 0:3  | Товарищеский матч            |
| 2  | 20 сентября 1989 | Нови-Сад, Югославия  | Югославия         | 0:3  | Товарищеский матч            |
| 3  | 15 ноября 1989   | Афины, Греция        | Болгария          | 1:0  | Отбор на чемпионат мира 1990 |
| 4  | 2 сентября 1992  | Салоники, Греция     | Кипр              | 2:3  | Товарищеский матч            |
| 5  | 10 марта 1993    | Вена, Австрия        | Австрия           | 1:2  | Товарищеский матч            |
| 6  | 23 марта 1993    | Салоники, Греция     | Польша            | 0:0  | Товарищеский матч            |
| 7  | 27 апреля 1994   | Афины, Греция        | Саудовская Аравия | 5:1  | Товарищеский матч            |
| 8  | 13 мая 1994      | Пирей, Греция        | Боливия           | 0:0  | Турнир Греции                |
| 9  | 30 июня 1994     | Бостон, США          | Нигерия           | 0:2  | Чемпионат мира 1994          |
| 10 | 11 июня 1995     | Хельсинки, Финляндия | Финляндия         | 1:2  | Отбор на Евро-1996           |

Итого: 10 матчей / 0 голов; 2 победы, 2 ничьи, 6 поражений.

## Достижения
«Олимпиакос»
- Чемпион Греции: 1986/1987
- Обладатель Суперкубка Греции: 1987
- Обладатель Кубка Греции: 1989/1990